# 北票市
北票市（ほくひょう-し）は中華人民共和国遼寧省朝陽市に位置する県級市。ベイピアオサウルスなどの化石を産することでも有名。また近年、西官営鎮で北燕宰相の馮素弗の華麗な墳墓が発掘された。

## 概要
北票市は遼寧省西部の朝陽市内にあり、総面積4469平方キロメートル、総人口61万人（2009年）で、遼寧省で最も貧しい地域のひとつである。古くは「川州」と呼ばれたが、現在の地名は1907年に清朝皇帝から炭鉱を開く許可「龍票」を得たことに由来している。

## 歴史
1946年（民国35年）に設置された北票県を前身とする。1985年に県級市に昇格し北票市と改編された。

## 行政区画
7街道弁事処、12鎮、13郷、2民族郷を管轄する。
- 街道弁事所：城関街道、南山街道、冠山街道、橋北街道、三宝街道、台吉街道、双河街道
- 鎮：西官営鎮、大板鎮、上園鎮、宝国老鎮、黒城子鎮、五間房鎮、台吉鎮、東官営鎮、竜潭鎮、北塔鎮、蒙古営鎮、大三家鎮
- 郷：長皋郷、常河営郷、小塔子郷、泉巨永郷、哈爾脳郷、南八家子郷、章吉営郷、三宝営郷、巴図営郷、台吉営郷、婁家店郷、北四家郷、三宝郷
- 民族郷：馬友営モンゴル族郷、涼水河モンゴル族郷

## 交通

### 鉄道
- 中国国家鉄路集団
  - 京瀋旅客専用線
    - 北票駅

  - 錦承線（錦州～義県～朝陽～建平～承徳）、北票支線

### 道路
- 高速道路
  -  長深高速道路
- 国道
  -  G101国道（北京～朝陽～北票～瀋陽）
  -  G305国道（中国語版）

## 経済
- 農業・採集業
  - とうもろこし
  - 蜂蜜

- 鉱業
  - 石炭
  - 鉄鉱石
  - 金

- 工業[2]
  - 食品、耐火材料、機械など

## 見どころ
- 大黒山国家森林公園
- 白石水庫（中国語名：白石水库）

大凌河の中流にあり、遼寧省で三番目に大きなダム湖。
- 桃花山風景区
- 恵寧寺
- 北票古生物化石国家自然保護区

1996年に上園鎮四合屯でシノサウロプテリクス（Sinosauropteryx、中国語名：中華龍鳥）化石が発見されて、世界の注目を集めた。この他、ベイピアオサウルス、中華チョウザメ（チョウザメ目 Peipiaosteidae科）などの化石も発見されている。